# ヘルベルト・W・フランケ
ヘルベルト・W・フランケ（Herbert W. Franke, 1927年5月14日 -  2022年7月16日）は、オーストリア・ウィーン生まれの作家。ドイツ語でサイエンス・フィクションを発表しているほか、未来学、洞穴学、コンピュータグラフィックス、デジタルアートの分野でも活発に活動している。

## 生涯
フランケはウィーンで、物理学、数学、化学、心理学、哲学を学んだ。1950年、理論物理学の博士号を取得。論文テーマは電子光学。
1957年からフリーランスの作家として活動している。
1973年から1997年にかけてミュンヘン大学で "Kybernetische Ästhetik"（サイバネティック的美学）の講師を務めた（後に コンピュータグラフィックスとコンピュータアート）。
1979年、リンツで開催されるアルス・エレクトロニカに主催者の1人として名を連ねた。
1979年と1980年には、ビーレフェルト専門大学にて "Einführung in die Wahrnehmungspsychologie"（認知心理学入門）という講義を行った。
1980年、ドイツのペンクラブのメンバーに選出された。
最初に出版された書籍は『Der Grüne Komet』（緑色の彗星）と題したエッセイ集であった。
1998年、フランケはオーランドで開催されたSIGGRAPHに参加し、ベルリンでの "VideoMath Festival" Konrad Zuse-Zentrum の審査員も務めた。他にも数々のパフォーマンスやプレゼンテーションに参加している。
ドイツの週刊紙『ディー・ツァイト』は彼を「ドイツの最も優れたサイエンス・フィクション作家」と評した。
妻のズザンネ・ペッヒ (Susanne Päch) も作家である。

## 作品
- 2003年 "Vorstoß in die Unterwelt - Abenteuer Höhlenforschung"（地下世界へのアプローチ - 洞窟研究の冒険）出版
- 2004年 "Sphinx_2" リリース
- 2005年 "Cyber City Süd" リリース
- 2006年 "Auf der Spur des Engels" リリース

以下の4作品が日本語に訳されている。
- Das Gedankennetz (1961) 『思考の網』松谷健二訳、早川書房、1965年
- Der Elfenbeinturm (1965) 『象牙の城』松谷健二訳、早川書房、1966年
- Die Stahlwüste (1962) 『鋼の荒野』松谷健二訳、早川書房、1969年
- Paradies 3000 In Der Reihe (1981) 『紀元3000年のパラダイス』金森誠訳、三修社、1983年（※短篇集）